# Schaan
Schaan – największa pod względem liczby ludności gmina (Politische Gemeinde) w Liechtensteinie, w regionie Oberland. Gmina posiada cztery eksklawy w innych gminach oraz dwie enklawy w swojej.

## Geografia
Schaan to najdalej wysunięta na północ część Oberlandu. Graniczy od południa ze stolicą Vaduz, od wschodu z Planken i Triesenbergiem, a od północy z gminami Eschen i Gamprin. Na zachodzie Ren tworzy naturalną granicę ze Szwajcarią, a na wschodzie znajduje się szczyt Drei Schwestern.
Eksklawami gminy są Brunnenegg, Gritsch, Guschg i Plankner Neugrütt. Enklawa Wes należy do gminy Planken, a Forst do gminy Vaduz.

## Historia
Najstarsze odkrycia archeologiczne na tym terenie dowodzą, że obszar ten był zamieszkiwany przez ludzi już 6000 lat temu. 
W 15 r. p.n.e. Rzymianie podbili te tereny i stworzyli na nich prowincję Recja. W I wieku naszej ery powstała wojskowa droga z Mediolanu do Bregencji, która biegła wzdłuż prawego brzegu Renu, co przyczyniło się do budowy pierwszych osiedli na obszarze współczesnego Schaan. Podczas prac ziemnych w 1887 roku, odnaleziono dwa hełmy z okolic I wieku n.e., na których wyryte były imiona dwóch rzymskich legionistów - Publiusza Cavidiusza Feliksa i Numeriusa Pomponiusza. Obecnie znajdują się one w muzeach w Bregencji i Zurychu.
Najważniejszym rzymskim budynkiem odkrytym na terenie gminy był fort zbudowany w dolinie, który powstał w celu ochrony przed coraz częstszymi najazdami Germanów, których pozostałości posłużyły do wybudowania kościoła św. Piotra (St. Peter) w Schaan. Baptysterium z V wieku, które znaleziono podczas wykopalisk wewnątrz tego kościoła, sugeruje wczesną chrystianizację tego obszaru. 
Schaan składał się z dwóch oddzielnych części: zromanizowani Retowie mieli swoje centrum w St. Peter, podczas gdy ludność alemańska osiedliła się na obszarze Specki.

## Zabytki
- kościół św. Wawrzyńca (St. Laurentius)

## Edukacja
W Schaan znajdują się cztery przedszkola, szkoła podstawowa, szkoła realna i szkoła sportowa.

## Osoby

### urodzone w Schaan
- Paul Frommelt – narciarz alpejski, brązowy medalista igrzysk olimpijskich i mistrzostw świata
- Roman Hermann – cyklista torowy i szosowy, brązowy medalista torowych mistrzostw świata
- Peter Jehle – piłkarz, grający na pozycji bramkarza w klubie FC Vaduz, a dawniej w takich klubach jak Grasshopper Club Zürich, czy Boavista FC
- Gerta Keller – znana profesor paleontologii i geologii na Uniwersytecie Stanforda
- Ivan Quintans – piłkarz, grający na pozycji lewego obrońcy w klubie FC Balzers

### związane z gminą
- Maria von Linden – niemiecka bakteriolog i zoolog, pierwsza Niemka z tytułem profesorskim, pod koniec życia przeprowadziła się tutaj, gdzie zmarła